# Cantonul Six-Fours-les-Plages
Cantonul Six-Fours-les-Plages este un canton din arondismentul Toulon, departamentul Var, regiunea Provence-Alpes-Côte d'Azur, Franța.

## Comune
- Six-Fours-les-Plages